# Tom Szczesniak
Thomas (Tom) Szczesniak (26 januari 1948) is een Amerikaans componist, arrangeur, orkestleider en multi-instrumentalist. Hij componeerde muziek voor meer dan 100 films en meer dan 1000 reclames. Szczesniak is vooral bekend als componist van filmmuziek voor kinderseries als Troetelbeertjes (1985), De tovenaar van Oz (1986), De avonturen van Kuifje (1991) en Franklin (1997).
- Biblioteca Nacional de España: XX1414761
- Bibliothèque nationale de France: cb13983349p (data)
- Gemeinsame Normdatei: 134535359
- International Standard Name Identifier: 0000 0001 1757 6311
- Library of Congress Control Number: no2005094297
- MusicBrainz: aa35f698-661d-4ec3-9c6e-301c8287eebb
- Système universitaire de documentation: 156986043
- Virtual International Authority File: 34652357
- WorldCat: E39PBJyMfwmRgVjGwxV8K6t3Qq